# Грузино-саудовские отношения
Грузино-саудовские отношения — двусторонние дипломатические отношения между Грузией и Королевством Саудовской Аравией.

## История отношений
Отношения образовались после отделения Грузии от СССР.
В 2024 году страны подписали меморандум о взаимопонимании по сотрудничеству в сфере туризма. В 2025 году Саудовская Аравия объявила о своей заинтересованности к сотрудничеству с Грузией.

## Экономическое сотрудничество
Экспорт Грузии в Саудовскую Аравию: мелкий рогатый скот (58.8 %), ореховые (7.86 %), мясо мелкого рогатого скота (5.48 %), вязаные футболки (4.81 %). Всего — $27.8 миллионов.
Экспорт Саудовской Аравии в Грузию: пропиленовые полимеры (59.0 %), этиленовые полимеры (20.7 %), газовые турбины (5.24 %), сыр (3.33 %). Всего — $12.5 миллионов.